# Östergarnsholm
Östergarnsholm ist eine kleine schwedische Ostsee-Insel vor Gotland. Sie liegt vier Kilometer östlich von Grogarnsberget  und dem Socken Östergarn.

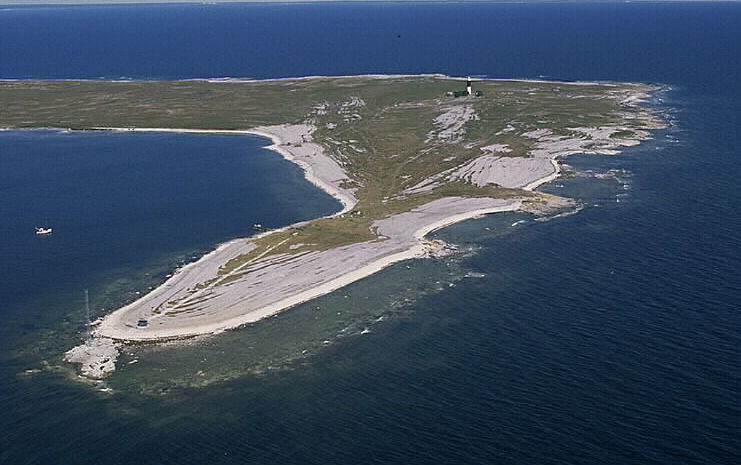
Östergarnsholm

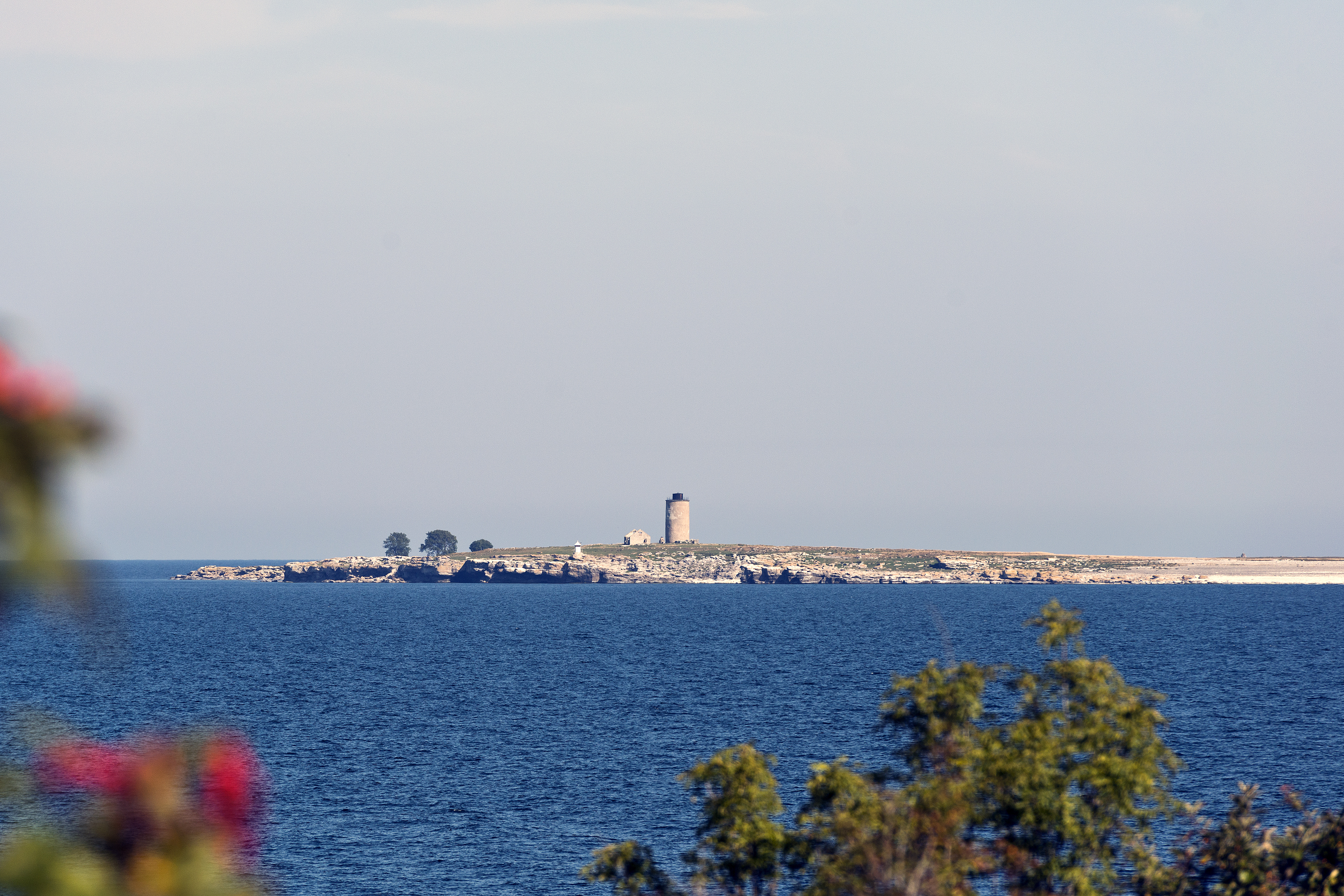
Östergarnsholm ist auch eine Fornborg, wie Grogarnsberget

Die Insel hat drei Leuchttürme: Östergarnsholm im Westen der Insel wurde 1817 erbaut. Er wurde ursprünglich mit Kohle befeuert, aber später erweitert und 1849 modernisiert und mit einer ölbefeuerten Lampe versehen. Der Leuchtturm wurde 1919 stillgelegt. Neben ihm befinden sich Überreste der Behausung für die Leuchtturmwärter.
1919 wurde der zweite Leuchtturm, der 29 Meter hohe Östergarn, aus Beton gebaut. Der Leuchtturm ist noch in Betrieb.
1949 wurde zusätzlich ein kleiner Leuchtturm, Östergarnsholm-West, auf Östergarnsholms Westkap erstellt, näher am Wasser als die ersten Leuchttürme.
Die einzige Unterkunft auf der kleinen Insel sind Ställe für die hier lebenden Gotlandschafe. Für Touristen werden im Sommer Ausflüge auf die Insel angeboten.